# Pseudamycus albomaculatus
Pseudamycus albomaculatus là một loài nhện trong họ Salticidae.
Loài này thuộc chi Pseudamycus. Pseudamycus albomaculatus được Hasselt miêu tả năm 1882.